# نيبويشا بوغافاتش
نيبويشا بوغافاتش مواليد 14 ديسمبر 1973 في جمهورية يوغوسلافيا الاشتراكية الاتحادية، هو مدرب كرة سلة مونتينيغري ولاعب سابق. بدأ مسيرته الاحترافية في سنة 1997. اعتزل اللعب في 2010.

## المسيرة الاحترافية
لعب مع نادي بريوغان لكرة السلة في الدوري الإسباني في موسم 2005–2006، ثم لعب مع لو مان سارت باسكت في الدوري الفرنسي من سنة 2006 إلى 2008، ثم لعب مع أسفيل باسكت في سنة 2009، ثم لعب مع جاي دي أيه ديجون في الدوري الفرنسي في موسم 2009–2010، ثم لعب مع أسفيل باسكت في سنة 2010.

## روابط خارجية
- نيبويشا بوغافاتش على موقع الاتحاد الدولي لكرة السلة (الإنجليزية)
- نيبويشا بوغافاتش على موقع الدوري الأوروبي لكرة السلة (الإنجليزية)
- نيبويشا بوغافاتش على موقع الدوري الإسباني لكرة السلة (الإسبانية)
- نيبويشا بوغافاتش على موقع كرة السلة الأوروبية.كوم (الإنجليزية)
- نيبويشا بوغافاتش على موقع ريلجم (الإنجليزية)
- نيبويشا بوغافاتش على موقع بروبوليرز (الإنجليزية)
- نيبويشا بوغافاتش على موقع سبورتس رفرنس (الإنجليزية)